# Свръхестествено (сезон 1)
Вижте пояснителната страница за други значения на Свръхестествено.
Първият сезон на „Свръхестествено“, американски телевизионен сериал, започна на 13 септември, 2005. Това е единстевеният сезон излъчван по WB. Всички останали сезони са излъчени по CW. Главните актьори от първия сезон включват Джаред Падалеки и Дженсън Екълс.
Този сезон е фокусиран върху Сам и Дийн, които се опитват да намерят баща си, Джон, който е по следите на демона убил майка им и приятелката на Сам, Джесика. Докато пътуват те използват дневника на баща си, за да им помага да продължат семейния бизнес – да спасяват хора и да ловят създания.

## Актьорски състав
Главни герои:
- Джаред Падалеки в ролята на Сам Уинчестър.
- Дженсън Екълс в ролята на Дийн Уинчестър.

Второстепенни герои:
- Джефри Дийн Морган в ролята на Джон Уинчестър
- Ники Айкокс в ролята на Мег Мастърс

## Епизоди
| Заглавие | Сценарист(и)                                | Режисьор(и)           | Дата на излъчване    | Еп. № |
| --- | ------------------------------------------- | --------------------- | -------------------- | ----- |
| Pilot („Пилотен“) | Ерик Крипки                                 | Дейвид Нътър          | 13 септември 2005 г. | 1     |
| На младини, Сам и Дийн Уинчестър стават свидетели на необяснимата смърт на майка им, което води до това баща им да ги научи на умения, които може да са им нужни в търсенето на нещото убило я. Години по-късно, докато учи в Станфордския университет, Сам е върнат в паранормалния свят от неговия по-голям брат, който е отишъл при него, за да му каже, че баща им е мистериозно изчезнал. Двамата отиват в Джерико, Калифорния, за 2 часа, като тръгват от Станфорд, за да го намерят и скоро пътя им е пресечен от духът на жената в бяло (в ролята Сара Шейхи), която убива мъже. |                                             |                       |                      |       |
| Wendigo („Уендиго“) | Рон Милбауър, Тери Хюс Бъртън и Ерик Крипки | Дейвид Нътър          | 20 септември 2005 г. | 2     |
| След като следват инструкциите от дневника на баща им, Сам и Дийн се преструват на рейнджъри, за да помогнат на брат и сестра да намерят изчезналият им брат, който според братята Уинчестър е отвлечен от уендиго. |                                             |                       |                      |       |
| Dead in the Water („Мъртъв във водата“) | Сера Гамбъл и Раел Тъкър                    | Ким Манърс            | 27 септември 2005 г. | 3     |
| Дийн научава за мистериозно удавили се жертви в Уисконсин. Братята мислят, че призрак е обладал езерото и причинява удавянията. |                                             |                       |                      |       |
| Phantom Traveler („Фантома пътешественик“) | Ричард Хатъм                                | Робърт Сингър         | 4 октомври 2005 г.   | 4     |
| Дийн и Сам получават обаждане за демон, който обладава хора страхуващи се от летене със самолет по време на полет и причинява самолетни катастрофи. Дийн е принуден да се изпрви с демона в самолета и със страха си от летене. |                                             |                       |                      |       |
| Bloody Mary („Кървавата Мери“) | Ерик Крипки, Рон Милбауър и Тери Хюс Бъртън | Питър Елис            | 11 октомври 2005 г.  | 5     |
| Дийн и Сам отиват в Толедо Охайо, за да разследват мистериозната смърт на мъж, който е изгубил очите си. Братята научават, че Кървавата Мери е обладала града, чрез огледало, на което жертва на убийство (на име Мери) се е опитала да напише името на убиеца си. |                                             |                       |                      |       |
| Skin („Кожа“) | Джон Шибан                                  | Робърт Дънкан МакНийл | 18 октомври 2005 г.  | 6     |
| Приятелят на Сам от колежа, Зак, е арестуван за убиването на приятелката си в Сейнт Луис, Мисури. Те посещават сестрата на Зак, Ребека, и ѝ помагат в разследването на убийството. Те научават, че истинският виновник за убийствата е шеипшифтър - същество, което може да променя вида си. То приема формата на Дийн и се опитва да убие Сам, но братята го побеждават. |                                             |                       |                      |       |
| Hook Man („Човекът с куката“) | Джон Шибан                                  | Дейвид Джаксън        | 25 октомври 2005 г.  | 7     |
| Дийн и Сам разследват смъртта на студент. Приятелката на студента, Лори, казва, че убиецът е бил невидим. Случват се нови атаки, всички свръзани с момичето. Те научават, че убиецът е градската легенда за човекът с куката и че Лори го е призовала без да разбере. |                                             |                       |                      |       |
| Bugs („Буболечки“) | Рейчъл Нейв и Бил Коакли                    | Ким Манърс            | 8 ноември 2005 г.    | 8     |
| Дийн и Сам проверяват мистериозната смърт на строител от малък. Скоро градът е нападнат от рояци буболечки, които първоначално братята мислят, че са контролирани от някой, но се оказва, че това е индианско проклятие. |                                             |                       |                      |       |
| Home („У дома“) | Ерик Крипки                                 | Кен Гироти            | 15 ноември 2005 г.   | 9     |
| Сам има кошмари за техния стар дом и братята се връщат в Лоурънс, Канзас, за да разследват. Те научават, че ново семейство се е преместило в къщата им. Те се обръщат към стара приятелка на баща им, която е ясновидец, за да им помогне да се оттърват от полтъргайстът, който се опитва да убие Джени (притежателката на къщата) и децата. В този епизод братята срещат духа на майка си, която ги спасява, като се самоунищожава. ѝ. |                                             |                       |                      |       |
| Asylum („Лудница“) | Ричард Хатъм                                | Гай Бий               | 22 ноември 2005 г.   | 10    |
| След като получават съвет от баща си, Сам и Дийн отиват в Рокфърд, Илинойс, за да разследват обладана от духове лудница. Зла сила вътре кара Сам да изгуби нормалното си мислене и да се опита да убие Дийн. |                                             |                       |                      |       |
| Scarecrow („Плашило“) | Патрик Шон Смит, Джон Шибан                 | Ким Манърс            | 10 януари 2006 г.    | 11    |
| Сам и Дийн разследват изчезването на млади двойки около малък град в Индиана. Те се скарват и се разделят. Оказва се, че плашилото, което отвлича двойките е Ванир и то предпазва града в замяна на жертвите. Тъмна сила се изправя срещу братята. Сам среща Мег Мастърс. |                                             |                       |                      |       |
| Faith („Вяра“) | Сера Гамбъл и Раел Тъкър                    | Алън Крокър           | 17 януари 2006 г.    | 12    |
| Докато се бият със същество, Дийн получава електричен удар и сърцето му е наранено. Сам търси начин да го спаси и вярва, че може би е намерил начин; човек, който лекува нелечимото. Скоро обаче Дийн и Сам научават, че мъжът получава помощ от Жътвар. |                                             |                       |                      |       |
| Route 666 („Шосе 666“) | Юджийн Рос-Леминг и Брад Бъкнър             | Пол Шапиро            | 31 януари 2006 г.    | 13    |
| Първата любов на, Каси (в ролята Мегалин Ечикунуок), Дийн се свързва с него и го моли да я посети в Кейп Гирардю, Мисури, за да разследва расистки убийства. Всяко убийство е свързано с мистериозен камион, който изглежда няма шофьор и не оставя следи. |                                             |                       |                      |       |
| Nightmare („Кошмар“) | Сера Гамбъл и Раел Тъкър                    | Фил Сгрича            | 7 февруари 2006 г.   | 14    |
| Сам има видение, че човек е убит в Сагъно, Мичиган, но убийството изглежда като самоубийство. Братята не успяват да намерят нещо свръхестествено докато не срещат Макс, който притежава силата да използва телекинеза, която използва, за да убива семейството си, защото върху него е упражнявано насилие. Това е първият и последния епизод, в който Сам е показан да използва телекинеза. |                                             |                       |                      |       |
| The Benders („Сем. Бендърс“) | Джон Шибан                                  | Питър Елис            | 14 февруари 2006 г.  | 15    |
| Сам и Дийн отиват в Хибинг, Минесота, където младо момче (Райън Дрешър) вижда как човек изчезва. Докато разследва, Сам е отвлечен. Дийн е сам и се съюзява с полицайка. Те са шокирани, когато се оказва, че похитителите са хора, пристрастени към ловуването на себеподобни. |                                             |                       |                      |       |
| Shadow („Сянка“) | Ерик Крипки                                 | Ким Манърс            | 28 февруари 2006 г.  | 16    |
| Сам и Дийн срещат Мег докато разледват смърт в Чикаго. Те научават, че тя стои зад убийствата и тя освобождава духове-сянки, които да нападнат братята. Сам и Дийн осъзнават, че капана не е за тях, а за баща им. |                                             |                       |                      |       |
| Hell House („Адската къща“) | Трей Колъуей                                | Крис Лонг             | 30 март 2006 г.      | 17    |
| Братята изследват къща обсебена от духът на Мордекай, мъж който убил шестте си дъщери през 30-те години на миналия вел. Те научават за уебсайт на име Hell Hound's Lair, направен от изследователи на паранормалното и осъзнават, че нещото всъщност е тулпа. |                                             |                       |                      |       |
| Something Wicked („Нещо зло“) | Даниел Науф                                 | Уитни Рансик          | 6 април 2006 г.      | 18    |
| Сам и Дийн разследват малък град, в който децата едно по едно изпадат в кома. Братята разбират, че стрига краде тяхната жизнена сила. Също така, Дийн си припомня грешка от миналото, която едва не е коствала живота на Сам, който е бил нападнат от същата вещица. |                                             |                       |                      |       |
| Provenance („Произход“) | Дейвид Ърман                                | Фил Сгрича            | 13 април 2006 г.     | 19    |
| Сам и Дийн изследват картина; всеки който я занесе у тях е бил убит и те се състезават с портрета, за да няма следваща жертва. Също така, Сам намира интерес в Сара Блейк. |                                             |                       |                      |       |
| Dead Man's Blood („Кръвта на мъртвия“) | Катрин Хъмприс и Джон Шибан                 | Тони Уормби           | 20 април 2006 г.     | 20    |
| Ловец на вампири е убит в Боулдър, Колорадо и Джон се шпявява, за да разкрият случая. Джон научава, че вампири са взели старо оръжие, Колтът, който заедно с патроните си има силата да убие всяко живо или свръхестествено същество. |                                             |                       |                      |       |
| Salvation („Спасение“) | Сера Гамбъл и Раел Тъкър                    | Робърт Сингър         | 27 април 2006 г.     | 21    |
| Сам има видение за семейство нападнато от демона, затова той, Дийн и Джон се отправят, за да спасят семейството и почти убиват демона използвайки Колтът. Мег им се обажда и Джон се среща с нея, за да ѝ даде фалшиво оръжие, докато братята остават, за да се справят с демона. |                                             |                       |                      |       |
| Devil's Trap („Капан на Дявола“) | Ерик Крипки                                 | Ким Манърс            | 4 май 2006 г.        | 22    |
| На мисия да спасят баща си от Мег, Сам и Дийн я хващат в специален капан в автокъщата на Боби Сингър в Мемфис. Те ѝ правят ексорсизъм и изгонват демона от тялото ѝ. Те спасяват Джон, но по пътя към болницата те биват блъснати от камион, управляван от обладан човек. В края камерата гледа окървавените тела на семейството. |                                             |                       |                      |       |